# Lamarque
Lamarque is een gemeente in het Franse departement Gironde (regio Nouvelle-Aquitaine). De plaats maakt deel uit van het arrondissement Lesparre-Médoc. Lamarque telde op 1 januari 2022 1.335 inwoners.

## Geografie
De oppervlakte van Lamarque bedroeg op 1 januari 2022 8,91 vierkante kilometer; de bevolkingsdichtheid was toen 149,8 inwoners per km².

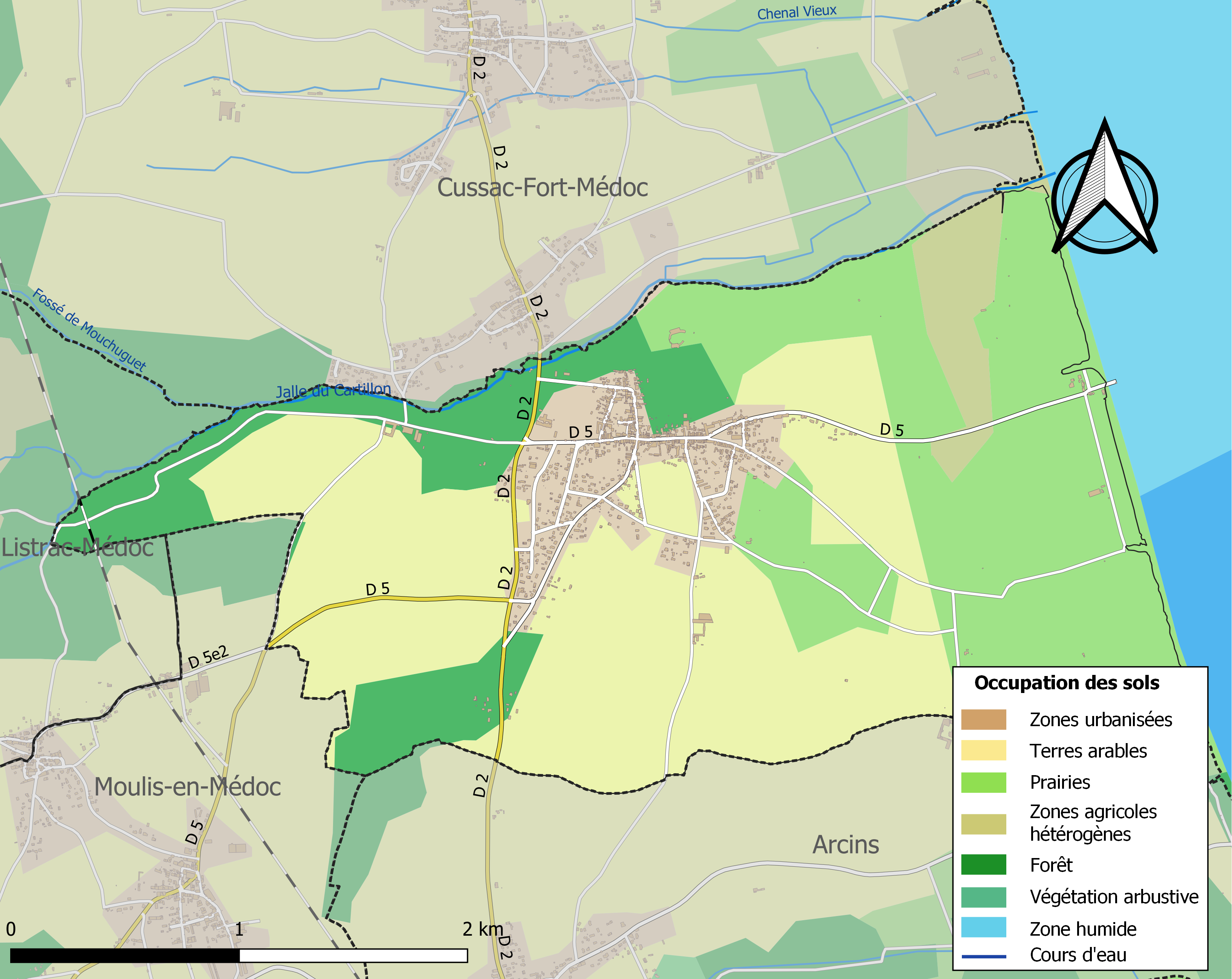
Kaart van de gemeente met belangrijkste infrastructuur, bodemgebruik en omliggende gemeenten

## Demografie
Onderstaande figuur toont het verloop van het inwonertal (bron: INSEE-tellingen).